# Ceradenia fucoides
Ceradenia fucoides là một loài dương xỉ trong họ Polypodiaceae. Loài này được Christ L.E. Bishop mô tả khoa học đầu tiên năm 1988.